# Charol chino
El barniz o charol chino es un tipo de bálsamo utilizado por los chinos cubren un gran número de objetos de arte como un barniz de gran belleza.
Dicho barniz es un bálsamo natural que se destila por incisión de augia sinensis que crece en China, en Tailandia y en Vietnam. Este bálsamo es amarillo oscuro, posee un olor aromático particular, un sabor fuerte y un tanto astringente, es de la consistencia de la trementina espesa y presenta alguna analogía con los bálsamos de la Meca y de copaiba. Constituye un barniz magnífico, que se extiende con gran igualdad fácilmente y que se seca muy pronto. Se mezcla fácilmente con los colores. Cuando está frío apenas se disuelve en el alcohol pero lo hace muy rápidamente a  temperatura de  ebullición. El éter y el aceite esencial de trementina lo disuelven aunque esté frío. Destilado con agua, se separa un aceite volátil, el agua disuelve al ácido benzoico y se obtiene por residuo una materia resinosa muy sólida.
En castellano se asentó el vocablo charol prescindiendo del apellido "chino" como referido al barniz, y por emplearse sobre todo para dar lustre al cuero, terminó denominándose charol al propio cuero tratado con este bálsamo.